# 小牧市立味岡小学校
小牧市立味岡小学校（こまきしりつ あじおかしょうがっこう）は、愛知県小牧市にある市立の小学校である。

## 沿革
- 1873年（明治6年） - 南学校および北学校が創立。
- 1877年（明治10年） - 岩崎学校が創立。
- 1908年（明治41年） - 3校の合併により味岡尋常高等小学校となる。
- 1954年（昭和29年） - 小牧市立味岡小学校に改称。
- 1970年（昭和45年） - 小牧市立一色小学校を分離。

## 周辺
- 小牧市立味岡中学校
- 小松寺
- 西友 味岡店
- 名鉄小牧線味岡駅

## 交通
- 名鉄小牧線 味岡駅